# Сиенский университет
Сиенский университет (итал. Università degli Studi di Siena, UNISI; лат. Universitas Senarum) — университет, расположенный в городе Сиена (Тоскана). Основан в 1240 году. Один из старейших университетов Италии. В университете обучается 20 000 студентов, тогда как общее количество населения в Сиене составляет 50 000 жителей. Сегодня университет известен прежде всего своими юридическим и медицинским факультетами. Университет входит в объединение Коимбрской группы.

## Структура
Университет состоит из 9 факультетов:
- Факультет экономики
- Факультет инженерных наук
- Факультет гуманитарных наук и философии
- Факультет гуманитарных наук и философии в Ареццо
- Факультет права
- Факультет математики и естественных наук
- Факультет медицины и хирургии
- Факультет фармакологии
- Факультет политологии

## Известные профессора и выпускники
- Чино да Пистойя (1270—1336/37), итальянский юрист и поэт
- Франческо Аккариджи[англ.] (1557—1622), итальянский юрист, профессор гражданского права
- Алессандро Баркьези[нем.] (род. 1955), итальянский языковед, профессор
- Мауро Кристофани[англ.] (1941—1997), итальянский этрусколог.
- Лучано Беллози (1936—2011), итальянский искусствовед.
- Адольфо Бартоли (1833—1894) — итальянский писатель, лингвист, литературовед, педагог.